# غوغای ستارگان (کتاب)
غوغای ستارگان خاطرات هنری همایون خرم، آهنگساز و موسیقیدان، است که انتشارات بدرقه جاویدان منتشر کرده‌است.

## مشخصات کتاب

### سرفصل‌های کتاب
سرفصل‌های کتاب:
- در مکتب صبا
- همکاران ترانه‌سرا
- اجراکنندگان ترانه‌ها و آوازها
- یاد برخی هنرمندان
- موسیقی‌نامه همایون خرم
- زندگی‌نامه همایون خرم

## جشن انتشار
مراسم رونمایی این کتاب به همراه تجلیل از شش دهه تلاش موسیقایی این هنرمند ساعت ۱۶ روز پنج‌شنبه ۶ خرداد در فرهنگسرای ارسباران برگزار شد.